# Hylettus magnus
Hylettus magnus là một loài bọ cánh cứng trong họ Cerambycidae.